# Болница Шарл Фуа
 Болница Шарл Фуа је јавна здравствена установа Париза у власништву Assistance Publique - Hôpitaux de Paris. Болница је 1. јануара 2011. године спојена са болницом Pitié-Salpêtrière  у једну болничку групу. .

## Положај и заштита
Болница Шарл Фуа се налази у 7 avenue de la République, у Ivry-sur-Seine у Долини Марне (франц. Val-de-Marne) департману у северној Француској, који припада Париском региону.
Болници је према одлуци Министарства културе Француске проглашена за културно добро 18. новембра 1971. године.

## Историја
Болници Шарл Фуа претходила је градња хоспицијум Incurables d'Ivry по нацрту архитекте Théodore Labrouste у периоду Другог француског царства (од 1864. до 1869. године) на земљишту које је управа царства стекла 1851. године. и на њему претходно формирао парк замка (сада непостојећи) који је 1691. године саградио Claude Bosc, саветник париског парламента.
Хоспицијум је био намењен за 2.500 штићеника који су након његовог оснивања премештени из самостана или хоспицијума Couvent des Récollets de Parisу улици Севре (који је након овог премештаја постао болница Лаенек). Потом је хоспицијум премештен у село Иври када је 1849. године када је створена организација Assistance publique.

Нову зграду хоспцијума је 1873. године отворио Патрис Мак Маон (франц. Patrice de Mac Mahon; 1808 -  1893)  који је био 3. председник Француске републике и француски генерал и маршал. 
Хоспицијум Incurables d'Ivry је 1976. године преименована у болницу Шарл Фуа у знак сећања на неуролога који је био шеф неуролошког одељења хоспицијума.